# جون غراي (سياسي نيوزلندي)
جون غراي (بالإنجليزية: John Gray)‏ هو سياسي نيوزلندي، ولد في 11 نوفمبر 1801، وتوفي في 7 أبريل 1859 في نيوزيلندا. انتخب عضو مجلس النواب النيوزيلندي عن دائرة Southern Division (New Zealand electorate) ‏ (1853 – 1855).